# Pozzomaggiore
Pozzomaggiore – miejscowość i gmina we Włoszech, w regionie Sardynia, w prowincji Sassari.
Według danych na rok 2004 gminę zamieszkiwały 2984 osoby, 37,8 os./km². Graniczy z Bosa, Cossoine, Mara, Padria, Semestene, Sindia i Suni.